# Massimiliano Mori
Massimiliano Mori (né le 8 janvier 1974 à San Miniato, dans la province de Pise, en Toscane) est un coureur cycliste italien.

## Biographie
Né à San Miniato en 1974, Massimiliano est issu d'une famille de cyclistes. Son père Primo Mori a été coureur professionnel et vainqueur d'étape du Tour de France 1970. Son frère Manuele est également professionnel au sein de l'équipe Saunier Duval.
Après avoir remporté le titre de champion du monde du contre-la-montre par équipes chez les juniors en 1992, Massimiliano Mori commence sa carrière professionnelle en 1996 dans l'équipe Saeco. Il y reste durant six saisons et remporte sa seule victoire pro, une étape du Tour de Sardaigne en 1997.
En 2003, il est exclu de Tirreno-Adriatico car suspecté d'avoir tenté de se soustraire à un contrôle antidopage à l'aide d'un échantillon d'urine fourni par le médecin de son équipe Formaggi Pinzolo Fiavè. Cet incident vaut à l'équipe d'être écartée de la sélection pour le Tour d'Italie, avant d'être invitée, l'organisateur RCS Sport souhaitant « protéger les emplois des membres de l'équipe non-impliqués ». Le contrôle antidopage réalisé lors de Tirreno-Adriatico s'est cependant avéré négatif.
Passé en 2004 dans l'équipe Domina Vacanze, devenue Naturino Sapore di Mare en 2005, Massimiliano Mori est recruté en 2007 par l'équipe ProTour Lampre. En juillet, il est renversé par une automobile alors qu'il s'entraîne en Toscane. Souffrant notamment d'une fracture du bassin, il fait son retour à la compétition en octobre à la Coppa Sabatini. Il est ensuite mêlé à l'affaire Mantoue.

## Palmarès

### Palmarès amateur
- 1991
  - Une étape des Tre Ciclistica Bresciana
- 1992
  -  Champion du monde du contre-la-montre par équipes juniors (avec Marco Velo, Massimiliano Martini et Alessandro Romio)
- 1994
  -  Champion du monde militaires du contre-la-montre par équipes (avec Simone Bertoletti, Massimiliano Martini et Alessandro Romio)
- 1995
  - Mémorial Giampaolo Bardelli

### Palmarès professionnel
- 1997
  - 5e étape du Tour de Sardaigne
- 1999
  - 10e de la Classique de Saint-Sébastien
- 2000
  - 8e de la HEW Cyclassics
- 2002
  - 2e du Grand Prix de l'industrie et de l'artisanat de Larciano

## Résultats sur les grands tours

### Tour de France
4 participations
- 1998 : 91e
- 2000 : 67e
- 2004 : 121e
- 2008 : 140e

### Tour d'Espagne
4 participations
- 1996 : 89e
- 1999 : abandon (15e étape)
- 2008 : 124e
- 2009 : 133e

### Tour d'Italie
1 participation
- 2001 : 119e